# Michał Działoszyński
Michał Działoszyński (ur. 19 września 1817 we wsi Puźniki, zm. 29 maja 1867 w Wiedniu) – poseł na galicyjski Sejm Krajowy i do austriackiej Rady Państwa
Chłop, właściciel gospodarstwa i od lat 60. XIX wieku wójt wsi Puźniki w powiecie buczackim. Syn Wojciecha (1790-1848) i Marii z Lewandowskich, żonaty dwukrotnie z Agatą z Kaniusów, a następnie Anną z Zalewskich. Miał 11 dzieci.
1 lutego 1867 został wybrany do galicyjskiego Sejmu Krajowego II kadencji z kurii gmin wiejskich w okręgu wyborczym nr 30 Monasterzyska-Buczacz. Następnie krótko poseł do austriackiej Rady Państwa II kadencji (od 20 do 29 maja 1867), delegat z grona posłów wiejskich okręgów: Stanisławów, Bohorodczany, Monasterzyska, Nadworna i Tyśmienica (okręg XV). Z powodu śmierci nie rozpoczął właściwej działalności parlamentarnej. 12 grudnia 1867 na jego miejsce posłem do Sejmu został wybrany Hawryło Kryżanowski Jednak jego mandat do austriackiej Rady Państwa 25 września 1868 r. nie został zatwierdzony i ostatecznie od 1869 jego następcą w parlamencie austriackim był poseł do Sejmu z okręgu nr 29 (Bohorodczany-Sołotwina) Iwan Czaczkowski.